# Noemí de la Calle Sifré
Noemí de la Calle Sifré (Barcelona, 1979) és una política catalana, diputada al Parlament de Catalunya en l'onzena i dotzena legislatura.

## Biografia
Ha estudiat direcció i control financer a l'Escola d'Administració d'Empreses de la Universitat de Barcelona i ha treballat molts anys com a responsable de comptabilitat i gestió. Ha estat col·laboradora científica del Departament de Ciències Polítiques de la Universitat Abat Oliba.
En 2007 es va afiliar amb Ciutadans - Partit de la Ciutadania i des de 2009 en fou coordinadora a l'Hospitalet de Llobregat. Fou candidata de C's a l'ajuntament de l'Hospitalet de Llobregat a les eleccions municipals espanyoles de 2011. Fou escollida diputada a les eleccions al Parlament de Catalunya de 2015 i a les de 2017.